# Сенегалска белоочка
Сенегалската белоочка (Zosterops senegalensis) е вид птица от семейство Белоочкови (Zosteropidae).

## Разпространение
Видът е разпространен в Ангола, Бенин, Ботсвана, Буркина Фасо, Бурунди, Габон, Гамбия, Гана, Гвинея, Гвинея-Бисау, Екваториална Гвинея, Еритрея, Етиопия, Замбия, Зимбабве, Камерун, Демократична република Конго, Република Конго, Кот д'Ивоар, Кения, Либерия, Малави, Мали, Мавритания, Мозамбик, Намибия, Нигер, Нигерия, Руанда, Сенегал, Сиера Леоне, Судан, Танзания, Того, Уганда, Централноафриканската република, Чад, Южна Африка и Южен Судан.